# Черен охлюв
Черният охлюв (Arion ater) е вид сухоземно коремоного от семейство Горски охлюви (Arionidae).

## Разпространение
Видът е разпространен в Европа. Пренесен е в Австралия, Канада (Британска Колумбия, Нюфаундленд, Квебек) и Съединените щати.